# Fontaine du marché des Blancs-Manteaux
La fontaine du marché des Blancs-Manteaux est située au 8 rue des Hospitalières-Saint-Gervais, dans le 4e arrondissement de Paris.

## Historique
En 1813, l'empereur Napoléon ordonne la création d'un marché dans l'emplacement de l'ancien hospice Saint Gervais situé rue Vieille-du-Temple, en face de celle des Blancs-Manteaux. Cet emplacement qui appartient aux hospices sera acheté par la ville de Paris. 
Pour des raisons d'hygiène, la boucherie est installée dans une halle séparée, édifiée de l'autre côté de la rue des Hospitalières-Saint-Gervais, elle est inaugurée le 5 juin 1823. La façade de cette halle de la boucherie est décorée de deux fontaines dont l'eau se déverse dans des bassins, par deux têtes de taureaux en bronze de style assyrien antique, dues au sculpteur Edmée Gaulle. 
Aujourd'hui le pavillon fut transformé en école communale après la fermeture du marché en 1910. Les têtes de bovidés sont conservés à titre purement décoratif.

## Description
Les vestiges de l'ancienne fontaine du Marché des Blancs-Monteaux sont constitués des deux têtes de bœufs en bronze ornées pour le sacrifice, réalisées en 1819 par Edmée Gaulle. Les deux fontaines sont composées d'une table saillante en forme de stèle, surmontée d'un petit fronton triangulaire. Les têtes de bœufs ont les cornes et joues décorées de fruits et de pendentifs. L'eau s’échappait à l'époque du mufle des têtes de bœuf, situées dans le tympan des frontons, en s'écoulant dans les deux bassins aujourd'hui disparus. 

## Galerie

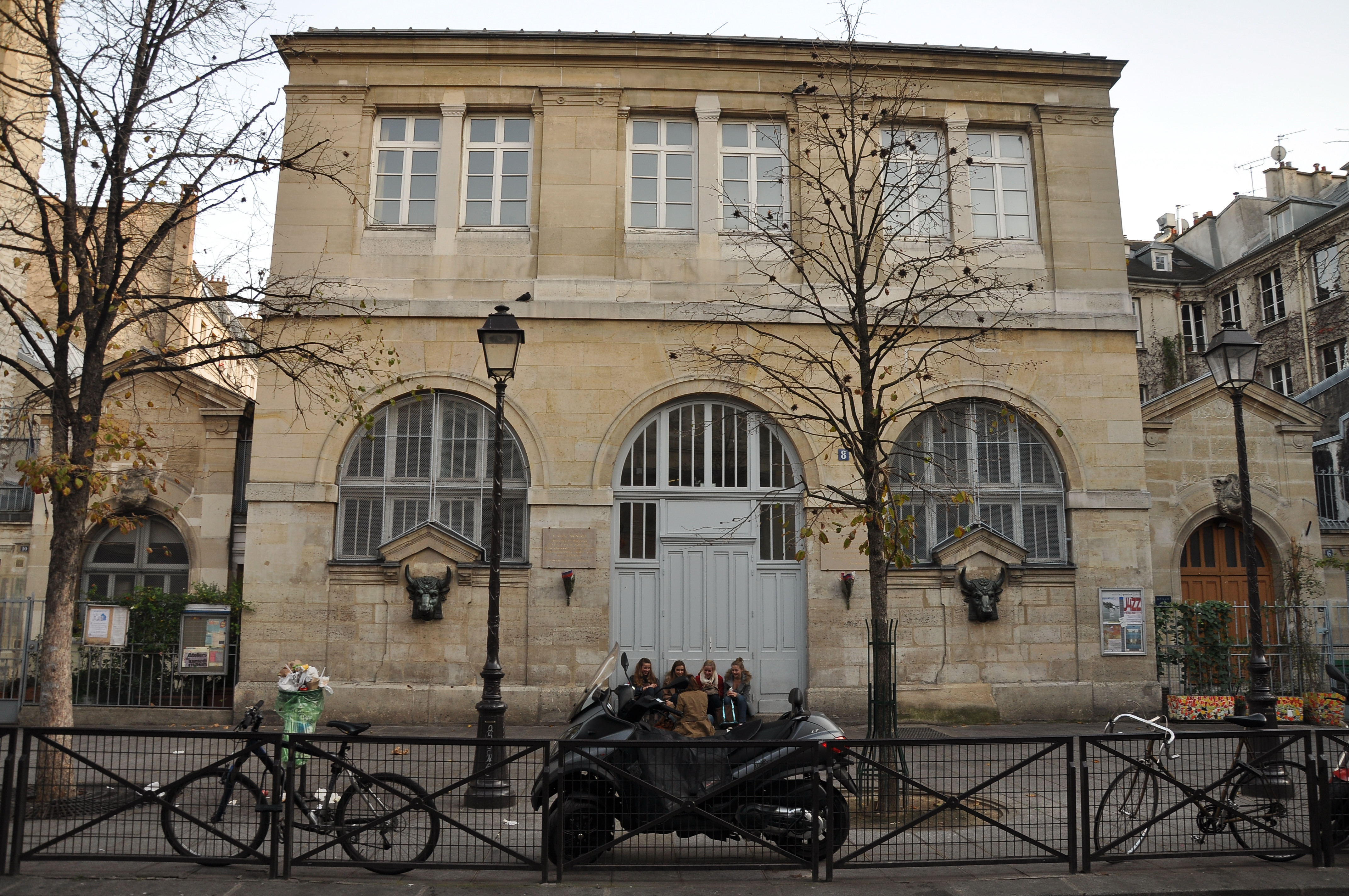
Vue d'ensemble.
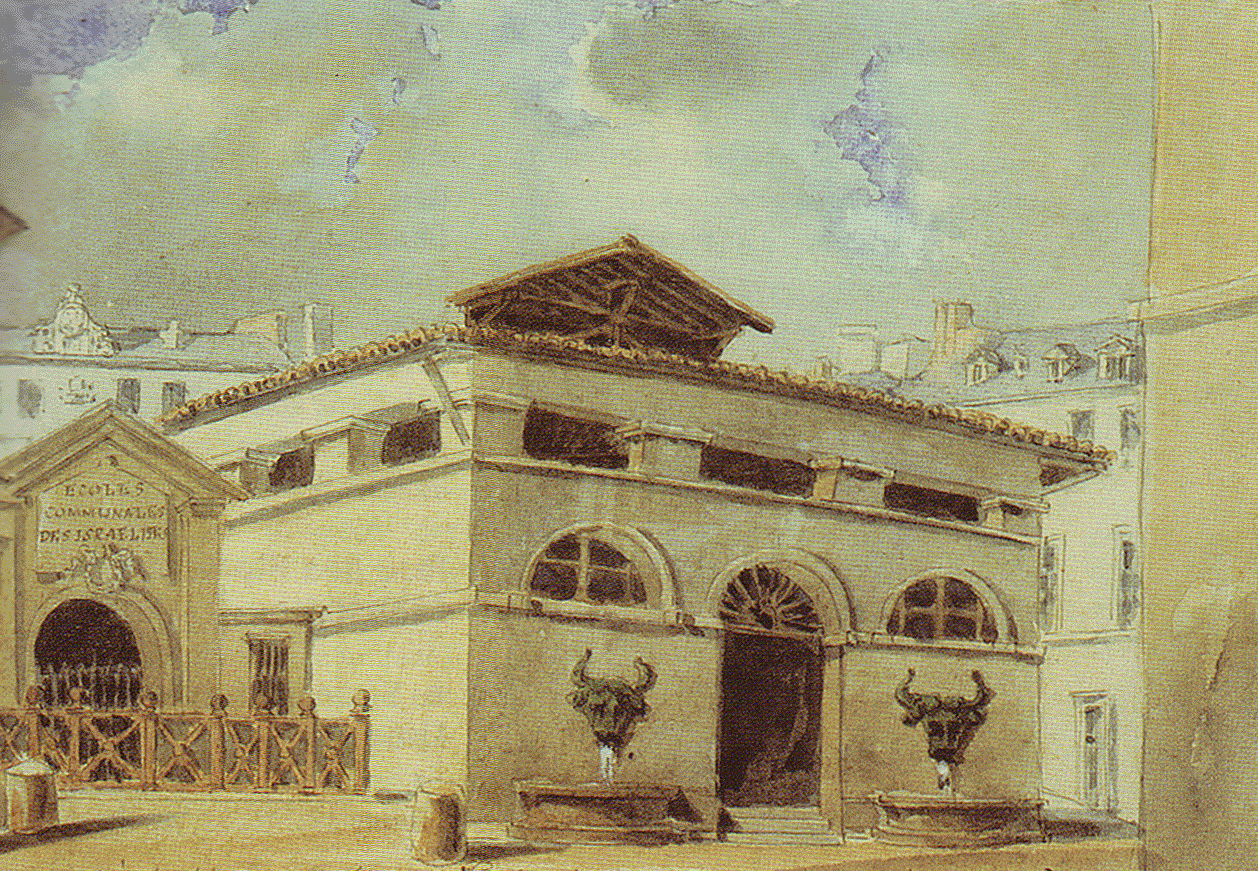
La boucherie du marché des Blancs-Manteaux en 1852. Aquarelle d'Amlin.
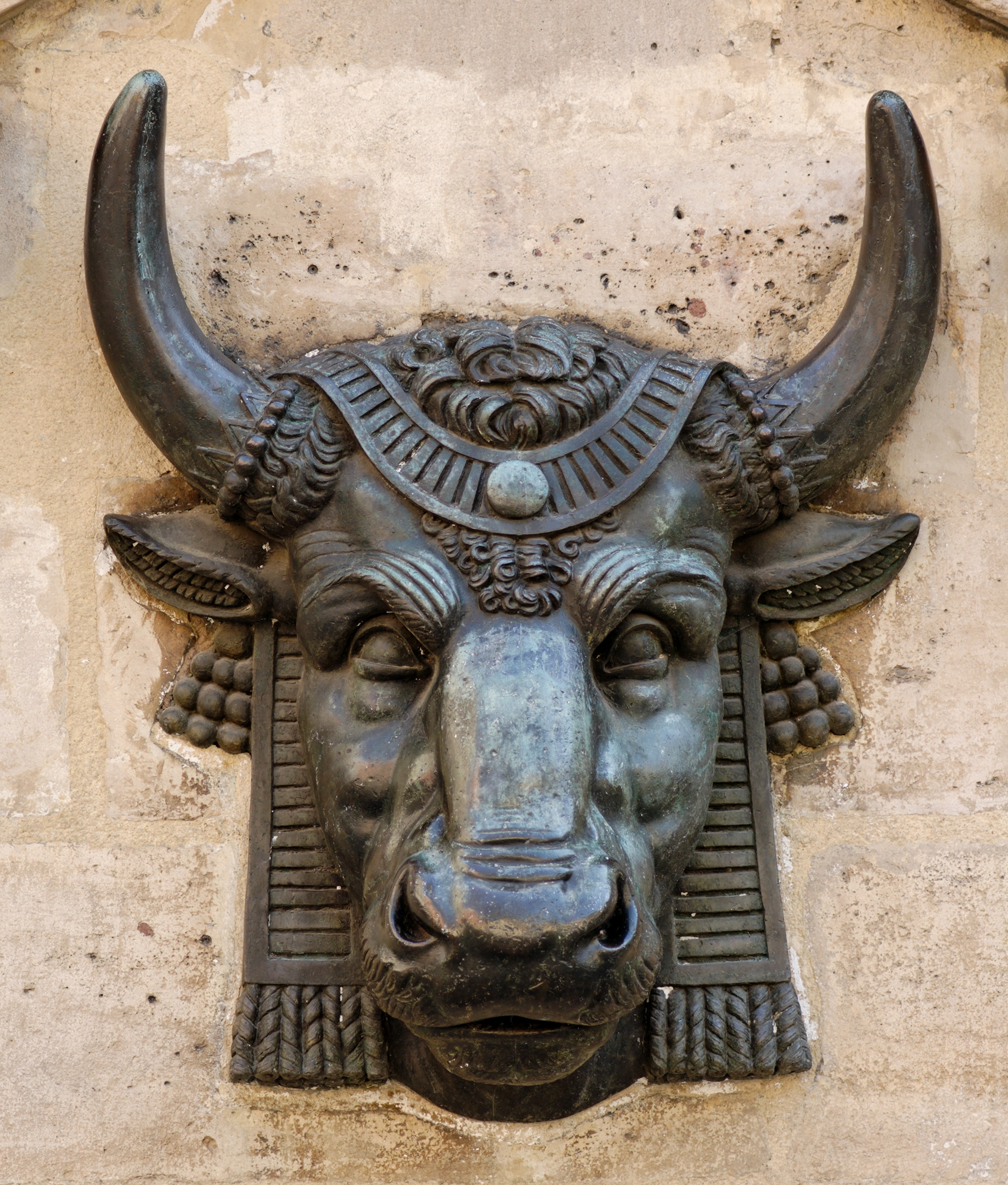
L'une des têtes de taureaux en bronze par Edmée Gaulle
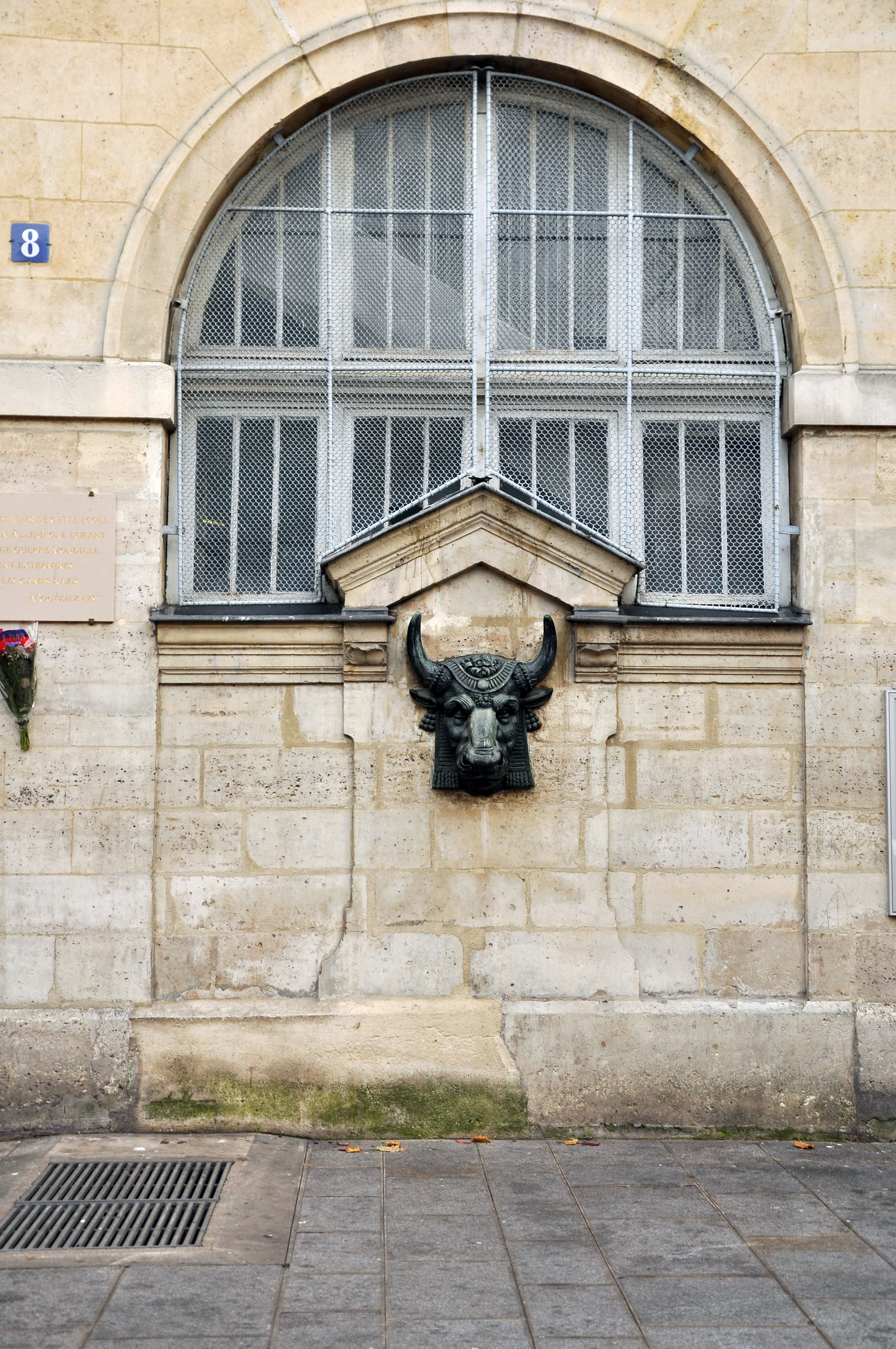
Partie droite de l'ancien marché.